# Koshtārān
Koshtārān (persiska: كشتاران, كُشتاوان) är en ort i Iran.   Den ligger i provinsen Hormozgan, i den sydöstra delen av landet, 1 100 km sydost om huvudstaden Teheran. Koshtārān ligger 31 meter över havet och antalet invånare är 420.
Terrängen runt Koshtārān är platt.Runt Koshtārān är det ganska glesbefolkat, med 25 invånare per kvadratkilometer. Närmaste större samhälle är Konārjū, 17,0 km söder om Koshtārān. Trakten runt Koshtārān är ofruktbar med lite eller ingen växtlighet.